# Полевской сельсовет (Красноярский край)
Полевской сельсовет - сельское поселение в Бирилюсском районе Красноярского края.
Административный центр - село Полевое.

## Население
| 2010 | 2012 | 2013 | 2014 | 2015 | 2016 | 2017 |
| ---- | ---- | ---- | ---- | ---- | ---- | ---- |
| 429  | ↘421 | ↘417 | ↘404 | ↘388 | ↘383 | ↘365 |
| 2018 | 2019 | 2020 | 2021 |      |      |      |
| ↘338 | ↘334 | ↘321 | ↘302 |      |      |      |

## Состав сельского поселения
| № | Населённый пункт | Тип населённого пункта       | Население |
| - | ---------------- | ---------------------------- | --------- |
| 1 | Исаковка         | деревня                      | 86        |
| 2 | Мелецк           | деревня                      | 6         |
| 3 | Подкаменка       | деревня                      | 46        |
| 4 | Полевое          | село, административный центр | 145       |
| 5 | Промбор          | деревня                      | 141       |
| 6 | Щелево           | деревня                      | 5         |

## Местное самоуправление
Полевской сельский Совет депутатов
Дата избрания: 14.03.2010. Срок полномочий: 5 лет. Количество депутатов: 7
Глава муниципального образования
- Мироненко Александр Васильевич[12] Дата избрания: 04.12.2020  Срок полномочий: 5 лет